# Asiagomphus giza
Asiagomphus giza är en trollsländeart som beskrevs av Wilson 2005. Asiagomphus giza ingår i släktet Asiagomphus och familjen flodtrollsländor. Inga underarter finns listade i Catalogue of Life.